# Gajtás
Gajtás (korábban Gajtas, szerbül Кајтасово / Kajtasovo) település Szerbiában, a Vajdaságban, Fehértemplom községben.

## Fekvése
A Karas folyó jobb partján, Fehértemplomtól nyugatra fekszik, 66 méter tengerszint feletti magasságon.

## Története
Először 1690-ben említették ezen a néven. 
A 17. század végén nagy számban vándoroltak szerbek a faluba. 
1770-ben Mária Terézia rendeletére a német-szerb katonai határőrvidékhez tartozott. 
Gróf Mercy térképén is már ezen a néven jelezték, a verseczi kerületben. 1873-ban Temes vármegyéhez csatolták. 
1910-ben 494 lakosából 2 fő magyar, 5 fő német 28 fő román, 459 fő szerb anyanyelvű volt. Ebből 4 fő római katolikus, 1 fő görögkatolikus, 1 fő református, 488 fő görögkeleti ortodox vallású volt. Írni és olvasni 243 lakos tudott, magyarul 4 lakos tudott.
A trianoni békeszerződés előtt Temes vármegye Fehértemplomi járásához tartozott.

## Népesség

### Demográfiai változások
| 1948 | 1953 | 1961 | 1971 | 1981 | 1991 | 2002 | 2011          |
| ---- | ---- | ---- | ---- | ---- | ---- | ---- | ------------- |
| 503  | 490  | 494  | 459  | 424  | 350  | 287  | 287 fő (2002) |

## Nevezetességek
- Görögkeleti temploma - a 18. század elején épült